# 용이
용이(본명: 김민재 1978년 11월 20일 ~ )는 대한민국의 가수이다.

## 음반
- 2011년 1분 1초 - 후니용이

## 홍보대사
- 2015년 전라남도 보성군 홍보대사
- 2017년 경상북도 경주시종합자원봉사센터 홍보대사

## 수상
- 2015년 제21회 대한민국 연예예술상 성인가요 신인상 (후니용이)